# Лабий, Юрий Михайлович
Юрий Михайлович Лабий (укр. Юрій Михайлович Лабій; 12 марта 1933, Станислав (ныне Ивано-Франковск) — 2 января 2020) — советский и украинский ученый-эколог.

## Биография
Родился 12 марта 1933 года в Станиславе (ныне Ивано-Франковск) в семье юриста.
В 1955 году закончил Львовский политехнический институт по специальности «Геология и разведка нефтяных и газовых месторождений» (квалификация — горный инженер-геолог). В 1955—1958 годах — инженер проектного института «Гипроспецнефть» в Москве. В 1958 году вернулся в Ивано-Франковск и до 1993 года работал ассистентом, доцентом, а в 1980—1985 годах — исполняющим обязанности заведующего кафедрой бионеорганической химии Ивано-Франковского медицинского института. В 1993—2003 годах — профессор кафедры методики преподавания областного института последипломного образования педагогических работников. С 2003 года работал профессором кафедры экологии и рекреации, в 2007—2011 годах заведовал кафедрой гостинично-ресторанного дела Прикарпатского национального университета имени Василия Стефаника, в 2011—2013 годах был профессором той же кафедры.
Кандидат биологических (1969), доктор технических наук (1994, тема диссертации — «Биогеохимические методы оценки влияния техногенеза на экосистемы Предкарпатской нефтегазоносной провинции»). С 1974 года — доцент, с 2002 года — профессор; в 2004 году избран академиком Украинской академии экологических наук.
Занимался разработкой методов химического анализа объектов биосферы (природных вод, почв, растений, животных организмов), вопросами биохимии животных и человека, логико-математического моделирования и прогнозирования состояния окружающей среды, совершенствования педагогического процесса в вузах и школах, пищевой химии, развития туризма в Карпатском регионе.
Скончался 2 января 2020 года.